# Нововоронежський
Нововоро́нежський (рос. Нововоронежский) — селище у складі Гайського міського округу Оренбурзької області, Росія.
Стара назва — РТС.

## Населення
Населення — 356 осіб (2010; 453 у 2002).
Національний склад (станом на 2002 рік):
- башкири — 51 %